# Alive (canção de Sia)
"Alive" é uma canção da cantora australiana Sia Furler, gravada para o seu sétimo álbum de estúdio This Is Acting. Foi composta pela própria intérprete em conjunto com Adele, Tobias Jesso Jr. e produzida por Jesse Shatkin. O seu lançamento ocorreu em 24 de setembro de 2015, através da Monkey Puzzle Records e RCA Records, servindo como primeiro single do disco.

## Composição
A música foi originalmente planejada para o terceiro álbum de estúdio de Adele, 25, junto com "Bird Set Free". No entanto, desde que Adele decidiu não usar as músicas, por não se relacionarem com o conjunto da obra de 25, ela deixou Sia usá-las para seu sétimo álbum de estúdio. Musicalmente, é uma música midtempo pop e synth-pop.
Em setembro de 2015, Sia confirmou que o single "Alive", do This Is Acting, seria lançado no final daquele mês. Ela descreveu que a música "era sobre a vida de Adele" e "escrita na perspectiva de Adele". Ela explicou ainda a Ryan Seacrest que a canção foi escrita em uma sessão de escrita com Adele para seu terceiro álbum 25 , mas foi rejeitada no último minuto. Rihanna também rejeitou a melodia.

## Vídeo musical
O videoclipe da música dirigido por Sia e Daniel Askill foi lançado em 5 de novembro de 2015. Foi filmado pelo diretor de fotografia Mathieu Plainfosse. É estrelado pela estrela de karatê infantil Mahiro Takano. O videoclipe foi filmado no Japão.
Um vídeo lírico foi carregado em 20 de outubro de 2015 no canal Vevo de Sia. O vídeo apresenta um fundo em preto-e-branco, com figuras femininas sem que seus rostos sejam exibidos. Sia usava uma peruca preta e loira de dois tons e as letras da música estavam escritas nas paredes.
O videoclipe oficial japonês foi lançado em 7 de março de 2016. É estrelado pela atriz japonesa Tao Tsuchiya, que estuda Buyō na Faculdade de Educação Física das Mulheres do Japão. Devido a uma grande atenção a este vídeo do Japão, "Alive" alcançou o primeiro lugar na Billboard Japan Hot 100 em 21 de março de 2016.

## Faixas e formatos
| Descarga digital |         |         |  |
| N.º              | Título  | Duração |  |
| 1.               | "Alive" | 4:23    |  |

## Desempenho nas tabelas musicais

### Posições
| Tabela musical (2015)              | Melhor posição |
| ---------------------------------- | -------------- |
| Austrália - ARIA Singles Chart     | 10             |
| Áustria - Ö3 Austria Top 40        | 31             |
| Bélgica - Ultratop 50 (Flandres)   | 49             |
| Bélgica - Ultratop 50 (Valónia)    | 32             |
| Canadá - Canadian Hot 100          | 28             |
| Escócia - Scottish Singles Chart   | 15             |
| Estados Unidos - Billboard Hot 100 | 56             |
| França - SNEP                      | 17             |
| Irlanda - Top 100 Singles          | 44             |
| Nova Zelândia - NZ Top 40 Singles  | 29             |
| Reino Unido - UK Singles Chart     | 30             |
| Suécia - Sverigetopplistan         | 69             |
| Suíça - Schweizer Hitparade        | 30             |